# روب إدواردز (كاتب)
روب إدواردز (بالإنجليزية: Rob Edwards)‏ هو كاتب سيناريو أمريكي، ولد في 22 يونيو 1963 في ديترويت في الولايات المتحدة.

## وصلات خارجية
- روب إدواردز على موقع IMDb (الإنجليزية)
- روب إدواردز على موقع ألو سيني (الفرنسية)
- روب إدواردز على موقع أول موفي (الإنجليزية)
- روب إدواردز على موقع قاعدة بيانات الأفلام السويدية (السويدية)
- روب إدواردز على موقع قاعدة بيانات الفيلم (الإنجليزية)
- روب إدواردز على موقع كينوبويسك (الروسية)